# Lars Orup
Lars Jan Orup, född 2 oktober 1918 i Lindesberg, Örebro län, död 15 februari 2007 på Lidingö, var en svensk journalist, reporter och programledare i TV.
Orup anställdes vid Sveriges Radio 1947 som studioreporter och blev sedan SR:s korrespondent i Bonn 1958. År 1960 blev han programledare för nyhetsprogrammet Aktuellt i TV. Han bildade tillsammans med Åke Ortmark och Gustaf Olivecrona under åren 1966–1969 en grupp utfrågare, som kom att kallas "de tre O:na". Trion anses ha introducerat den så kallade skjutjärnsjournalistiken i svensk television. Han var även programledare för tv-programmet Hundstunden. Lars Orup programledde under flera val Sveriges televisions valvakor i tv, under valen 1962-1982.
Orup var för generationer av svenska TV-tittare känd som nyhetsankare med något av ett stenansikte. Han var även hundintresserad och medverkade i en programserie om detta. Orup var även programledare flera gånger för den årligt återkommande dokumentär- och porträttserien Året med kungafamiljen, där han intervjuade kungafamiljen om det gångna året. Han var i slutet av 1980-talet och början av 1990-talet en tongivande medlem i rökarnas intresseorganisation Smokepeace. 
Orup, som sedan 1945 var gift med Marianne Orup, var bosatt på Lidingö samt på gården Gullberga i Helgesta socken utanför Flen. Han gick i pension 1983 och avled i februari 2007.
Orup gravsattes i minneslunden på Lidingö kyrkogård. Han var bror till Bengt Orup.